# Johann Wilhelm von Reden
Johann Wilhelm von Reden (auch: Johann Wilhelm von Reden-Stemmen; * 7. März 1717 in Hannover; † 8. Januar 1801 ebenda) war kurfürstlich braunschweig-lüneburgischer Generalfeldmarschall.

## Leben
Er war das neunte Kind des Oberhofmarschalls Franz Johann von Reden (1679–1758) und dessen Ehefrau Elisabeth, geborene von dem Busche († 1. März 1748) aus dem Haus Haddenhausen.
Reden diente als Offizier in der Infanterie. Als das Kurfürstentum Braunschweig-Lüneburg im Frühjahr 1757 in den Siebenjährigen Krieg eintrat und der Herzog von Cumberland am 23. April den Oberbefehl der alliierten Armee übernahm, wurde von Reden dessen Generaladjutant. In gleicher Verwendung stand er dessen Nachfolger, dem Herzog Ferdinand von Braunschweig, bis zum Ende des Feldzuges zur Seite und erwarb sich den Ruf eines zuverlässigen, gewissenhaften und eifrigen Offiziers, der alle ihm zufallenden Geschäfte zu vollständiger Zufriedenheit seines Chefs besorgte. Es gehörte zu den Pflichten seines Amtes, alles zu tun, was für den inneren Dienst der Truppen notwendig war, egal welchem der vielen Kontingente, aus denen das Heer sich zusammensetzte, dieselben angehörten.
Die Befehle fertigte er im Auftrag des Herzogs und in seinem eigenen Namen aus. Bei Beginn des Krieges noch Oberst, war von Reden während desselben weiter aufgestiegen, 1759 zum Generalmajor und 1762 zum Generalleutnant; Herzog Ferdinand hatte ihn schon nach der glücklichen Schlacht bei Vellinghausen (15./16. Juli 1761) dazu vorgeschlagen; König Georg III. zögerte aber wegen seines Dienstalters, den Vorschlag zu genehmigen. Als im Jahre 1781 der Feldmarschall Christian Ludwig von Hardenberg gestorben war, trat von Reden als General der Infanterie und kommandierender General der gesamten Truppen an die Spitze der Armee Hannovers. Im Jahr 1784 wurde auch er zum Feldmarschall befördert. Georg III. gab ihm 1788 zwei Rittergüter in der Südheide, Oldendorf und Hermannsburg, für seine Verdienste im Siebenjährigen Krieg zu Lehen.
Nachdem die französischen Truppen 1792 während des Ersten Koalitionskrieges in das Deutsche Reich eingefallen waren und auf Anordnung des Reichstages zu Regensburg der Reichskrieg ausgerufen worden war, zu dem auch das Kurfürstentum Braunschweig-Lüneburg sein Kontingent stellte, fühlte von Reden sich den Anforderungen bei seinem hohen Alter nicht mehr gewachsen; er legte am 18. Oktober 1792 den Oberbefehl nieder und starb zu Hannover am 8. Januar 1801.
Sein Waffengefährte aus dem Siebenjährigen Kriege, Martin Ernst von Schlieffen, kennzeichnet ihn mit den Worten „stets geschätzt, wo gekannt“.

### Werk
Näheres über seine Tätigkeit enthält sein in drei Teilen herausgegebenes Tagebuch. Es wurde von seinem Schwiegersohn Oberst Wilhelm August von der Osten unter dem Titel Feldzug der alliierten Armee in den Jahren 1757 bis 1763. Hamburg 1805–1806, bearbeitet.